# Issiaka Ouédraogo
Issiaka Ouédraogo (* 19. August 1988 in Ouagadougou) ist ein burkinisch-österreichischer Fußballspieler.

## Karriere
Issiaka Ouédraogo begann seine Karriere bei USFA, einem Verein in seiner Heimatstadt Ouagadougou. Dort spielte er in etlichen Jugendmannschaften, bis er im August 2008 den Sprung zum Profispieler schaffte und nach Österreich zu den Red Bull Juniors aus Salzburg wechselte. Die Juniors, die zweite Mannschaft von FC Red Bull Salzburg, spielte zu dieser Zeit noch in der Ersten Liga. Nach einer Ligareform für die Saison 2010/11 mussten die Juniors aber in die Regionalliga West absteigen. Issiaka machte diesen Abstieg nicht mit und wechselte zur Saison 2010/11 zum Erste-Liga Aufsteiger SV Grödig, wo er  Wunschspieler von Trainer Heimo Pfeifenberger war.
Am 13. Juni 2011 wurde bekannt, dass der Stürmer zum Erste Liga-Meister Trenkwalder Admira wechselt. In kurzer Zeit hat sich Ouédraogo, der vor allem durch seine Schnelligkeit auffiel, zum Stammspieler bei den Mödlingern entwickelt.
Aufgrund der guten Leistungen in der österreichischen Bundesliga, wurde er am 11. Jänner 2012 in den Kader der Burkinischen Fußballnationalmannschaft für die Fußball-Afrikameisterschaft 2012 einberufen. Er war somit der einzige Spieler eines österreichischen Fußballteams, der an diesem Afrika-Cup teilnahm. Am 27. November 2012 verlängerte er seinen Vertrag bei  FC Admira Wacker Mödling vorzeitig bis 2016.
Im Mai 2015 erhielt Ouedraogo die österreichische Staatsbürgerschaft.
Am 28. August 2015 wurde der Vertrag bei der Admira einvernehmlich aufgelöst und Ouedraogo wechselte, nach vier Jahren in der Südstadt, im Tausch mit Peter Žulj zum Wolfsberger AC und damit zu seinem ehemaligen Trainer Didi Kühbauer.
Im Sommer 2016 wechselte er in die Vereinigten Arabischen Emirate zum Hatta Club.
Nach nur einem halben Jahr in Asien kehrte er im Februar 2017 zum Wolfsberger AC zurück, bei dem er einen bis Juni 2019 gültigen Vertrag erhielt. Zur Saison 2018/19 wechselte er zum Ligakonkurrenten SKN St. Pölten. Nach der Saison 2019/20 verließ er die Niederösterreicher nach 24 Bundesligaeinsätzen.
Nach einem halben Jahr ohne Verein wechselte Ouédraogo im Jänner 2021 zum Zweitligisten SKU Amstetten. Für den SKU kam er zu insgesamt 17 Zweitligaeinsätzen, in denen er ein Tor erzielte. Zur Saison 2021/22 wechselte er zum Regionalligisten FC Marchfeld Donauauen. Für Marchfeld spielte er 24 Mal in der Ostliga.
Zur Saison 2022/23 wechselte er zum Ligakonkurrenten FC Mauerwerk. Nach insgesamt zwei Jahren in der Regionalliga Ost wechselte Ouédraogo in die Wachau zum FC Rohrendorf.